# Guy Pearce
Guy Edward Pearce (Ely, 5 ottobre 1967) è un attore australiano.
Ha ricevuto l'attenzione internazionale per il suo ruolo in Priscilla - La regina del deserto (1994) e successivamente ha recitato nei film L.A. Confidential (1997), Memento di Christopher Nolan (2000), The Time Machine (2002), Racconti incantati (2008), The Road (2009), The Hurt Locker (2009), Il discorso del re (2010), Lawless (2012), Prometheus (2012), Iron Man 3 (2013), Alien: Covenant (2017) e Maria regina di Scozia (2018). Nel cinema australiano, Pearce ha recitato in La proposta (2005), Houdini - L'ultimo mago (2007), Animal Kingdom (2010) e The Rover (2014). Nel 2024 ha ricevuto il plauso della critica per la sua interpretazione nel film The Brutalist, per il quale ha ricevuto la candidatura al Golden Globe, al Critics Choice Award, al Premio BAFTA e al Premio Oscar come migliore attore non protagonista.
In campo televisivo, ha recitato nelle miniserie televisive Mildred Pierce (2011) e Omicidio a Easttown (2021). Il primo gli ha fatto vincere il Premio Emmy come migliore attore non protagonista in una miniserie o film.

## Biografia
Nato ad Ely, Inghilterra, i suoi familiari (suo padre è un pilota neozelandese, sua madre un'insegnante inglese) si trasferirono a Geelong, in Australia, quando lui aveva 3 anni. Suo padre morì in un incidente aereo quando Pearce aveva 9 anni. Tra i 16 e 22 anni divenne un culturista professionista vincendo il titolo di Mr. Natural Victoria. Pearce ha sempre avuto un interesse particolare per la recitazione, ed eccelle nelle arti mimiche.
Ha iniziato a recitare in opere teatrali da quando era giovane, per poi iniziare una lunga gavetta televisiva che lo ha visto recitare nelle soap opera australiane Neighbours e Home and Away, oltre alla serie TV La saga dei McGregor. Nel 1994, acquista una certa notorietà interpretando una drag queen nel film cult Priscilla - La regina del deserto, grazie al quale si fa notare a Hollywood. Nel 1997 appare nelle vesti di attore protagonista nel film L.A. Confidential di Curtis Hanson.
Successivamente è protagonista in Memento di Christopher Nolan e in The Time Machine, remake de L'uomo che visse nel futuro. Nel 2006 interpreta Andy Warhol nel controverso Factory Girl, mentre interpreta Harry Houdini in Houdini - L'ultimo mago. Nel 2009 interpreta un sopravvissuto insieme alla sua famiglia nel film post-apocalittico The Road, con Viggo Mortensen e Charlize Theron. Nel 2010 interpreta il ruolo di Edoardo VIII nel film Il discorso del re, vincitore del Premio Oscar. Nel 2011 interpreta il ruolo di Monty Beragon nella miniserie Mildred Pierce, ruolo per il quale viene premiato con l'Emmy Award quale miglior attore non protagonista in una miniserie televisiva. Nel 2012 interpreta il ruolo del terribile Sir Peter Weyland, il fondatore della Weyland-Yutani, nel cortometraggio TED 2023 e nel film Prometheus e il suo sequel del 2017, Alien: Covenant. Nel 2013 interpreta il ruolo del cattivo Aldrich Killian nel film Iron Man 3.
Pearce vive a Melbourne e, oltre alla recitazione, ha la passione per la musica e scrive canzoni. Nel novembre 2014 ha pubblicato il suo primo album, intitolato Broken Bones.

### Vita privata
Nel 1997 ha sposato la psicologa Kate Mestitz. Dopo diciotto anni di matrimonio, nell'ottobre del 2015 Pearce ha confermato la loro separazione.
Dal 2015 ha una relazione con l'attrice Carice van Houten, dalla quale ha avuto un figlio, Monte Pearce, il 29 agosto 2016. La coppia vive ad Amsterdam.

## Filmografia

### Cinema
- La caccia (Hunting), regia di Frank Howson (1991)
- Priscilla - La regina del deserto (The Adventures of Priscilla, Queen of the Desert), regia di Stephan Elliott (1994)
- Nella sua pelle (Dating the Enemy), regia di Megan Simpson Huberman (1996)
- Flynn, regia di Frank Howson (1997)
- L.A. Confidential, regia di Curtis Hanson (1997)
- Woundings - La guerra nei corpi (Woundings), regia di Roberta Hanley (1998)
- A Slipping-Down Life, regia di Toni Kalem (1999)
- L'insaziabile (Ravenous), regia di Antonia Bird (1999)
- Regole d'onore (Rules of Engagement), regia di William Friedkin (2000)
- Memento, regia di Christopher Nolan (2000)
- Montecristo (The Count of Monte Cristo), regia di Kevin Reynolds (2002)
- The Time Machine, regia di Simon Wells (2002)
- The Hard Word - L'ultimo colpo (The Hard Word), regia di Scott Roberts (2002)
- Till Human Voices Wake Us, regia di Michael Petroni (2002)
- Due fratelli (Deux frères), regia di Jean-Jacques Annaud (2004)
- La proposta (The Proposition), regia di John Hillcoat (2005)
- Presagio finale - First Snow (First Snow), regia di Mark Fergus (2006)
- Factory Girl, regia di George Hickenlooper (2006)
- Houdini - L'ultimo mago (Death Defying Acts), regia di Gillian Armstrong (2007)
- Winged Creatures - Il giorno del destino (Winged Creatures), regia di Rowan Woods (2008)
- The Hurt Locker, regia di Kathryn Bigelow (2008)
- Traitor - Sospetto tradimento (Traitor), regia di Jeffrey Nachmanoff (2008)
- Racconti incantati (Bedtime Stories), regia di Adam Shankman (2008)
- The Road, regia di John Hillcoat (2009)
- In Her Skin, regia di Simone North (2009)
- Animal Kingdom, regia di David Michôd (2010)
- Il discorso del re (The King's Speech), regia di Tom Hooper (2010)
- Non avere paura del buio (Don't Be Afraid of the Dark), regia di Troy Nixey (2010)
- 33 Postcards, regia di Pauline Chan (2011)
- Solo per vendetta (Seeking Justice), regia di Roger Donaldson (2011)
- Lockout, regia di James Mather e Stephen St. Leger (2012)
- Prometheus, regia di Ridley Scott (2012)
- Lawless, regia di John Hillcoat (2012)
- Iron Man 3, regia di Shane Black (2013)
- Passione innocente (Breathe In), regia di Drake Doremus (2013)
- Hateship Loveship, regia di Liza Johnson (2013)
- The Rover, regia di David Michôd (2014)
- Results, regia di Andrew Bujalski (2015)
- Holding the Man, regia di Neil Armfield (2015)
- Equals, regia di Drake Doremus (2015)
- Genius, regia di Michael Grandage (2016)
- Brimstone, regia di Martin Koolhoven (2016)
- Alien: Covenant, regia di Ridley Scott (2017)
- Il ricevitore è la spia (The Catcher Was a Spy), regia di Ben Lewin (2018)
- Spinning Man - Doppia colpa (Spinning Man), regia di Simon Kaijser (2018)
- Maria regina di Scozia (Mary Queen of Scots), regia di Josie Rourke (2018)
- Domino, regia di Brian De Palma (2019)
- L'ultimo Vermeer (The Last Vermeer), regia di Dan Friedkin (2019)
- Bloodshot, regia di Dave Wilson (2020)
- Disturbing the Peace - Sotto assedio (Disturbing the Peace), regia di York Alec Shackleton (2020)
- Senza rimorso (Without Remorse), regia di Stefano Sollima (2021)
- Il settimo giorno (The Seventh Day), regia di Justin P. Lange (2021)
- Zona 414 (Zone 414), regia di Andrew Baird (2021)
- Memory, regia di Martin Campbell (2022)
- La macchina infernale (The Infernal Machine), regia di Andrew Hunt (2022)
- Sunrise regia di Andrew Baird
- The Shrouds - Segreti sepolti, regia di David Cronenberg (2024)
- The Brutalist, regia di Brady Corbet (2024)

### Televisione
- Neighbours – serial TV, 450 puntate (1986-1989)
- Home and Away – serial TV, 18 puntate (1991)
- La saga dei McGregor (Snowy River: The McGregor Saga) – serie TV, 65 episodi (1993-1996)
- Mildred Pierce – miniserie TV, 3 puntate (2011)
- Jack Irish: Bad Debts – film TV, regia di Jeffrey Walker (2012)
- Jack Irish: Black Tide – film TV, regia di Jeffrey Walker (2012)
- Jack Irish: Dead Point – film TV, regia di Jeffrey Walker (2014)
- When We Rise – miniserie TV, 8 puntate (2017)
- The Innocents – serie TV, 8 episodi (2018)
- A Christmas Carol – miniserie TV, 3 puntate (2019)
- Omicidio a Easttown (Mare of Easttown) – miniserie TV, 7 puntate (2021)
- Una spia tra noi - Un amico leale fedele al nemico (A Spy Among Friends) – miniserie TV, 6 puntate (2022)
- In the Clearing (The Clearing) – miniserie TV, 8 puntate (2023)

### Doppiatore
- Frank in Back to the Outback - Ritorno alla natura (2021)

## Discografia
- Broken Bones (2014)

## Riconoscimenti
- Premio Oscar
  - 2025 - Candidatura al miglior attore non protagonista per The Brutalist
- Golden Globe
  - 2012 - Candidatura al miglior attore non protagonista in una serie per Mildred Pierce
  - 2025 - Candidatura al miglior attore non protagonista per The Brutalist
- Screen Actors Guild Award
  - 2011 - Candidatura per il miglior cast cinematografico per The Hurt Locker
  - 2011 - Miglior cast cinematografico per Il discorso del re
  - 2012 - Candidatura per il migliore attore in una miniserie o film televisivo per Mildred Pierce
- Premio BAFTA
  - 2025 - Candidatura per il migliore attore non protagonista per The Brutalist
- Premio Emmy
  - 2012 - Miglior attore non protagonista in una miniserie o film per Mildred Pierce
- Critics Choice Award
  - 2025 - Candidatura per il migliore attore non protagonista per The Brutalist
- San Diego Film Critics Society Awards
  - 2001 – Migliore attore per Memento
- Gotham Independent Film Awards
  - 2024 – Candidatura per la miglior interpretazione non protagonista per The Brutalist[7]

## Doppiatori italiani
Nelle versioni in italiano delle opere in cui ha recitato, Guy Pearce è stato doppiato da:
- Francesco Prando in Nella sua pelle, L.A. Confidential, The Time Machine, Due fratelli, La proposta, Presagio finale - First Snow, Factory Girl, Traitor - Sospetto tradimento, Racconti incantati, The Hurt Locker, Non avere paura del buio, Solo per vendetta, Mildred Pierce, Lockout, Iron Man 3, Passione innocente, Equals, When We Rise, Il ricevitore è la spia, Spinning Man - Doppia colpa, The Innocents, Domino, L'ultimo Vermeer, Disturbing the Peace - Sotto assedio, Il settimo giorno, Zona 414, Omicidio a Easttown, Memory, Una spia tra noi - Un amico leale fedele al nemico, La macchina infernale, Outlander, Sunrise
- Christian Iansante in Memento, The Hard Word - L'ultimo colpo, The Rover, Genius
- Fabio Boccanera in The Road, Animal Kingdom, Alien: Covenant
- Loris Loddi in Houdini - L'ultimo mago, Lawless
- Roberto Pedicini in Priscilla - La regina del deserto
- Riccardo Niseem Onorato ne L'insaziabile
- Tonino Accolla in Regole d'onore
- Massimo Lodolo in Montecristo
- Andrea Ward in Winged Creatures - Il giorno del destino
- Danilo De Girolamo ne Il discorso del re
- Claudio Sorrentino in Prometheus
- Roberto Chevalier in Holding the Man
- Alberto Bognanni in Brimstone
- Alessio Cigliano in Maria regina di Scozia
- Guido Di Naccio in Bloodshot
- Stefano Thermes in Senza rimorso
- Giorgio Paoni in The Shrouds
- Angelo Maggi in The Brutalist

Da doppiatore è sostituito da:
- Roberto Stocchi in Back to the Outback - Ritorno alla natura